# Sanballat
Sanballat (in der Septuaginta auch Sanaballat vokalisiert) war Statthalter der persischen Provinz Samaria in der Mitte des 5. vorchristlichen Jahrhunderts.
Die biblische Namensform hebräisch סַנְבַלַּט הַחׂרׂנִי, Sanballat, der Horoniter leitet sich aus dem Babylonischen Sin-uballit (dt. Sin hat gesund gemacht) ab.
Das biblische Buch Nehemia berichtet von Aktivitäten Sanballats gegen Nehemia beim Bau der Stadtmauer Jerusalems ca. 445 v. Chr. in 3,33 ff und 6,1 ff. Sanballat agiert dabei zusammen mit dem Ammoniter Tobija und dem Araberkönig Gaschmu, kann den Bau letztlich aber nicht verhindern. 
Die Elephantine-Papyri enthalten Briefe mit der Bitte um Unterstützung beim Wiederaufbau des zerstörten Tempels in Elephantine, die an seine Söhne Delajah und Schelemjah gerichtet sind.
Nach Flavius Josephus (Ant. 11,321–324) baute Sanballat (III.) mit Genehmigung und als Dank von Alexander dem Großen für die Unterstützung bei der Belagerung von Tyros einen Tempel der Samaritaner auf dem Garizim, der 128 v. Chr. durch den  Hasmonäer Johannes Hyrkanos I. zerstört wurde. Aber vermutlich wurde er schon von Sanballat I. erbaut.